# Great Internet Mersenne Prime Search

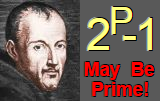
Logo de GIMPS

Great Internet Mersenne Prime Search (GIMPS, "Gran búsqueda de números primos de Mersenne por Internet") es un proyecto de computación distribuida que utiliza los programas gratuitos Prime95 y MPrime con el fin de buscar números primos de Mersenne. George Woltman fundó el proyecto y ha escrito los programas que se encargan de analizar números de Mersenne. Scott Kurowski ha programado el servidor PrimeNet que sostiene la investigación.
El mayor primo conocido en octubre de 2024 es 2136.279.841 − 1 (o M136.279.841 para abreviar) y fue descubierto el 12 de octubre de 2024 por Luke Durant.
El proyecto ha tenido éxito: a fecha de septiembre del 2013 ha hallado un total de diecisiete números primos de Mersenne (de un total de 51 conocidos), cada uno de los cuales, salvo el último, era el número primo más grande conocido a fecha de su descubrimiento. 
El 4 de diciembre de 2020, el proyecto superó un hito importante después de que todos los exponentes por debajo de 100 millones se comprobaran al menos una vez.
El proyecto utiliza principalmente el Test de Lucas-Lehmer, un algoritmo especializado en el análisis de la primalidad de números de Mersenne y especialmente eficiente en arquitecturas informáticas binarias. También dispone de una fase de divisiones sucesivas que tarda horas en vez de semanas y que se emplea para eliminar rápidamente números de Mersenne que tienen factores pequeños (que suponen una gran proporción de los candidatos). Asimismo, el proyecto también se vale del algoritmo p-1 de Pollard para buscar factores mayores.
Aunque el código fuente del software del GIMPS es de dominio público, no se considera software libre, ya que los usuarios deben aceptar las condiciones del proyecto en caso de que el software consiga descubrir un número primo con al menos 100 millones de cifras decimales y gana la recompensa de 150.000 dólares ofrecida por la EFF.
Existen alternativas de software libre: los programas Glucas y Mlucas están licenciados bajo la GPL.

## Números primos hallados
Todos los números hallados son de la forma Mn, que equivale a 2n - 1, donde n es el exponente.
| Descubrimiento | Número       | N.º de cifras |
| -------------- | ------------ | ------------- |
| 13-11-1996     | M1 398 269   | 420921        |
| 24-08-1997     | M2 976 221   | 895932        |
| 27-01-1998     | M3 021 377   | 909526        |
| 01-06-1999     | M6 972 593   | 2098960       |
| 14-11-2001     | M13 466 917  | 4053 946      |
| 17-11-2003     | M20 996 011  | 6320 430      |
| 15-05-2004     | M24 036 583  | 7235 733      |
| 18-02-2005     | M25 964 951  | 7816 230      |
| 15-12-2005     | M30 402 457  | 9152 052      |
| 04-09-2006     | M32 582 657  | 9808 358      |
| 23-08-2008     | M43 112 609  | 12 978 189    |
| 06-09-2008     | M37 156 667  | 11 185 272    |
| 12-04-2009     | M42 643 801  | 12 837 064    |
| 25-01-2013     | M57 885 161  | 17 425 170    |
| 07-01-2016     | M74 207 281  | 22 338 618    |
| 26-12-2017     | M77 232 917  | 23 249 425    |
| 07-12-2018     | M82 589 933  | 24 862 048    |
| 12-10-2024     | M136 279 841 | 41 024 320    |

El número M57885161 tiene 17 425 170 cifras. Harían falta 13000 páginas para mostrar el número entero, con una letra de 12pt y sin espacios.
Cada vez que el servidor recibe un informe de supuesto número primo, se verifica ese número antes de anunciarlo al público. La importancia de este procedimiento se pudo apreciar en 2003, ya que el servidor recibió un falso positivo que podía haber sido el 40.º número primo de Mersenne, pero la verificación dio un resultado negativo.